# Rhipidia (Rhipidia) degradans
Rhipidia (Rhipidia) degradans is een tweevleugelige uit de familie steltmuggen (Limoniidae). De soort komt voor in het Palearctisch gebied.